# Encadenamiento lingüístico
En lingüística, un encadenamiento lingüístico es un grupo de lenguas claramente emparentadas para las cuales no puede reconstruirse ninguna proto-lengua. Malcolm Ross, que acuñó el término (linkage en inglés), define un encadenamiento como “un grupo de comunalectos que ha surgido por diferenciación dialectal” (Ross, 1988, p. 8).
Los encadenamientos se caracterizan por poseer características comunes que pueden faltar en alguno de sus extremos geográficos y que se conservan con mayor probabilidad en las lenguas centrales del encadenamiento. Un encadenamiento puede ser el resultado de una cadena dialectal que ha continuado divergiendo posteriormente, o puede ser el resultado de dialectos que al entrar en contacto experimentaron cierta convergencia.

## Ejemplos
Un ejemplo de encadenamiento lo constituyen las lenguas malayo-polinesias centrales del mar de Banda (un mar que incluye el sur de las islas Molucas en Indonesia oriental). Las lenguas malayo-polinesias centro-orientales se dividen usualmente en dos ramas, malayo-polinesio central y malayo-polinesio oriental, cada una de ellas con características definitorias que las conectan y las distinguen. Sin embargo, mientras que el proto-MP-oriental y el proto-MP-centroriental pueden reconstruirse (como proto-lenguas que dieron lugar a una de las ramas y al grupo completo), no parece poderse reconstruirse un proto-MP-central. Podría ser el caso que las subramas del malayo-polinesio central fueran tan antiguas como la rama malayo-polinesia oriental, pero que estas subramas sufrieran influencias mutuas e intercambio de características que ahora parecen definirlas como grupo. Las características comunes del malayo-polinesio oriental parecen ser retenciones de la proto-lengua de la que deriva el grupo, pero en cambio este no parece ser el caso para las características comunes del malayo-polinesio oriental. 
Otro grupo que parece ser un encadenamiento lingüístico son las lenguas papúes que forman el grupo trans-neoguineano occidental, cuyo dominio se extiende por la misma región que el malayo-polinesio central.